# 红腿小隼
红腿小隼（学名：Microhierax caerulescens）为隼科小隼属的鸟类。多见于森林边缘以及很可能筑巢于树洞。该物种的模式产地在孟加拉国。
分布于印度次大陆和东南亚，于孟加拉、不丹、柬埔寨、印度、老挝、缅甸、尼泊尔、泰国、马来西亚和越南均有分布。栖息在温带森林中，常见于阔叶林的边缘。体长18厘米，飞行速度极快，停在树枝上的姿态酷似伯劳。

## 保护
- 中国国家重点保护动物等级：二级

## 亚种
- 红腿小隼云南亚种（学名：Microhierax caerulescens burmanicus）。在中国大陆，分布于云南等地。该物种的模式产地在缅甸Thayetmyo。[2]